# La chica de Rojo (álbum)
La chica de Rojo es el álbum debut de la cantante chilenomexicana Monserrat Bustamante (ahora conocida como Mon Laferte), lanzado en julio de 2003. Debutó en el puesto n.º 1 de álbumes más vendidos en Chile y en un mes logró la certificación de disco de oro y disco de platino.
«Corazón bandido», la canción principal del disco, fue en su momento una de las favoritas en las radios chilenas y de Rojo fama contra fama, el programa que le dio la posibilidad de grabar el disco. Original de la cantante texana Jennifer Peña, es también el primer sencillo del álbum. El resto de las canciones también son versiones.

## Lista de canciones
| La chica de Rojo |                                    |                                    |          |  |
| N.º              | Título                             | Escritor(es)                       | Duración |  |
| 1.               | «Corazón bandido»                  | N. Marcelo                         | 03:02    |  |
| 2.               | «Yo sin tu amor»                   | Felipe Bojalil Garza               | 03:42    |  |
| 3.               | «Maldita ignorancia»               | Gaitán-Mulet-Ortega                | 02:44    |  |
| 4.               | «Tú me completas»                  | Rudy Pérez                         | 03:21    |  |
| 5.               | «Dos locos» (con Santos Chávez)    | Alejandro Martínez R.              | 04:17    |  |
| 6.               | «Si tú te vas»                     | Luigi Giraldo - Quintanilla        | 02:51    |  |
| 7.               | «Suéltalo»                         | Rafael Pérez Botija                | 04:08    |  |
| 8.               | «Entre el delirio y la locura»     | Gustavo Santander - Kike Santander | 03:44    |  |
| 9.               | «Dicen» (con Juan David Rodríguez) | Reily Barba-Luis Carlos Monroy     | 02:43    |  |
| 10.              | «Cuerpo y alma»                    | Pérez Botija García Rafael         | 03:52    |  |

### Sencillos
| Año  | Canción              | Máxima posición |
| Año  | Canción              | CHL             |
| ---- | -------------------- | --------------- |
| 2003 | "Corazón bandido"    | 2               |
| 2003 | "Yo sin tu amor"     | 2               |
| 2004 | "Maldita ignorancia" | 3               |
| 2004 | "Cuerpo y alma"      | -               |

## Videografía
| Año  | Nombre         | Disco            | Director | Descripción                                         | Videoclip Youtube |
| ---- | -------------- | ---------------- | -------- | --------------------------------------------------- | ----------------- |
| 2003 | Yo sin tu amor | La chica de Rojo |          | Monserrat en un cine viendo una película de guerra. | Ver aquí          |

## Certificaciones
| Territorio | Organismo certificador                               | Certificación | Ventas certificadas |
| ---------- | ---------------------------------------------------- | ------------- | ------------------- |
| Chile      | Federación Internacional de la Industria Fonográfica | Platino + Oro | +30 000             |